# Tomàs Padró i Pedret
|  | Tomàs Padró redirigeix aquí. Per a l'escultor manresà, vegeu Tomàs Padró i Marot |

Tomàs Padró i Pedret (Barcelona, 1840-1877) fou un dibuixant i il·lustrador català.

## Biografia

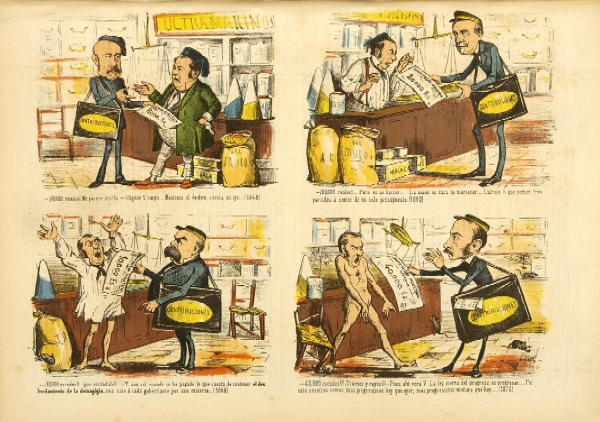
Historieta còmica de Tomàs Padró, publicada a La Flaca, núm. 44 (8 maig 1870)

Fill i germà d'artistes, va estudiar amb Claudi Lorenzale, Ribera i Madrazo a l'Escola de la Llotja. Va ser cronista gràfic de diverses revistes de l'època com L'Illustration, Illustrierte Zeitung, La Ilustración Española y Americana, Le Monde illustré, etc.
Fou l'autor de la totalitat de les il·lustracions que apareixen a La Flaca i els títols que la continuen, on signava amb el pseudònim Aº Wº. També fou caricaturista i dibuixant costumista de les revistes La Campana de Gràcia, El Cañón Krupp, L'Esquella de la Torratxa, La Llumanera de Nova York, Lo Noy de la mare, La Pubilla, La Rambla, El Solfeo, Un Tros de paper; i també als anuaris humorístics L'Any nou, El Tiburón i Lo Xanguet.
Igualment col·laborà en moltes monografies il·lustrades, dibuixà diversos cartells i làmines; i, de manera més esporàdica, es dedicà a la pintura. D'entre les seves caricatures, la més famosa és la que va fer per a l'actor Ernesto Rossi, publicada a Lo Noy de la mare; revista on, a més, introduí per primera vegada la historieta còmica amb la sèrie Las Delícias de la torre.
El punt àlgid de la seva producció es produeix amb la col·laboració a La Flaca, i els títols que la segueixen; aquest setmanari és considerat com un dels millors de l'època gràcies, segons Conrad Roure, a les pàgines a color de Tomàs Padró. L'enorme treball que realitzava el va obligar a muntar un estudi amb col·laboradors que cooperaven en la recerca documental.
Val a dir, amb tot, que no hem de valorar Padró únicament com a artista, sinó també com a periodista; tal com diu Ivan Tubau a Treballs de comunicació...:'Em penso que la caricatura de premsa és, molt més que no pas un subgènere pictòric o gràfic, un gènere periodístic. I un gènere periodístic d'opinió, equiparable a la crítica cultural o a l'article, fins i tot quan és utilitzada com a mera il·lustració'.

## Estudis sobre Padró
- Bori, Salvador. Tres maestros del lápiz de la Barcelona ochocentista, Padró, Planas, Pellicer.  Barcelona: Millà, 1945.